# Ischnoptera brunnea
Ischnoptera brunnea es una especie de cucaracha del género Ischnoptera, familia Ectobiidae. Fue descrita científicamente por Rocha e Silva en 1964.
Habita en Brasil.